# オーストリア連邦鉄道1099形電気機関車
オーストリア連邦鉄道1099形電気機関車は、狭軌鉄道であるマリアツェル線向けに設計された電気機関車である。低地オーストリア州営鉄道により購入された当時の形式称号はE形であった。この機関車は、マリアツェル線の特殊な架線電圧のために、同線専用として現在も用いられ続けている。製造後百年を経過して、1099形は現用中の世界で最古の狭軌電気機関車となっている。

## 歴史
低地オーストリア州営鉄道 (NÖLB) の電気機関車の電気部品の製作は、オーストリアのジーメンス・シュッケルト社のウィーンの工場に、機械部分は15両分がリンツにあったクラウス社の工場に、E.14号機はグラーツ車両製作所 (のちのSGP) に委託された。E形と命名されたこの電気機関車は、1910年4月11日にザンクト・ペルテン・ロカールバーン (こんにちのザンクト・ペルテン・アルペンバーンホフ) にある車庫に最初の1両が搬入された。電気機関車による最初の定期列車の運行は、1911年3月27日に始まった。1914年のE.16号機の搬入をもって購入計画は完了した。1923年にこの鉄道は (旧) オーストリア連邦鉄道に組み入れられ、1938年にはオーストリアはドイツに併合され、オーストリア連邦鉄道もドイツ国営鉄道と合併し、これらの機関車は以後E 99形と呼ばれるようになった。
第二次世界大戦後にオーストリアが独立を取り戻し、これらの機関車も新生オーストリア連邦鉄道に復帰した。1953年からの新しい形式称号規定により、これらの機関車には1099形との形式が与えられた。使用開始後50年前後を経過した1959年から1962年にかけて、近代化が図られた。車体は完全に新造され、電空単位スイッチと新しい空気ブレーキが採用され、配線は引きなおされた。台枠、主電動機、伝動装置と台車は換えられずに残った。更新改造以後も、集電装置は1基のみの搭載であった。1099形の最初の廃車は、1981年、速度超過によりバッハベルクの高架橋から転落した1099.15号機である。現在は5両が車庫で部品取りに保管されている。つまり10両の機関車が稼働中である。13両には地元自治体から紋章が授けられた。1990年代半ばには3両に、4090形電車を牽引できるよう、新しいブレーキシステムが追加設置された。その3両は観光列車用に茶色の塗装をまとっている。
2010年12月12日の冬ダイヤ初日から、マリアツェル線の施設、運営とすべての車両は低地オーストリア交通機関会社 (NÖVOG) に引き継がれたが、1099形の運行は続けられている。2013年以降の定期運用はスイスのシュタッドラー・レール社製の3両編成の新型電車・ET1形に置き換えられたが、観光列車の運行は1099形の牽引により継続される。

## 仕様
2基の3軸ボギー台車をもっている。それぞれの台車には電動機が固定されている。駆動はジャック軸と連結ロッドによっている。車体と台車は心皿で結ばれている。車体の前後には運転室が設けられており、その間の空間には変圧器と補助機器が搭載されている。主電動機は10極の単相交流直巻電動機で、連続定格出力は1台当たり160kWである。オーストリアの狭軌車両全般に用いられているハーディー式真空ブレーキを備えている。

## 資料
- マリアツェル線 （ドイツ語）
- マリアツェル線の技術、2001年、ウィーン、 ISBN 3-85416-189-1
- オーストリア連邦鉄道の機関車図鑑、2010年、ミュンヘン、 ISBN 978-3-7654-7084-4
- 電気とマリアツェルの百年、2011年、ウィーン、 ISBN 978-3-9503057-2-2
- ザンクト・ペルテン–マリアツェルの単相交流電気鉄道、1926年、ウィーン、2010年復刻